# 다니엘레 루케티

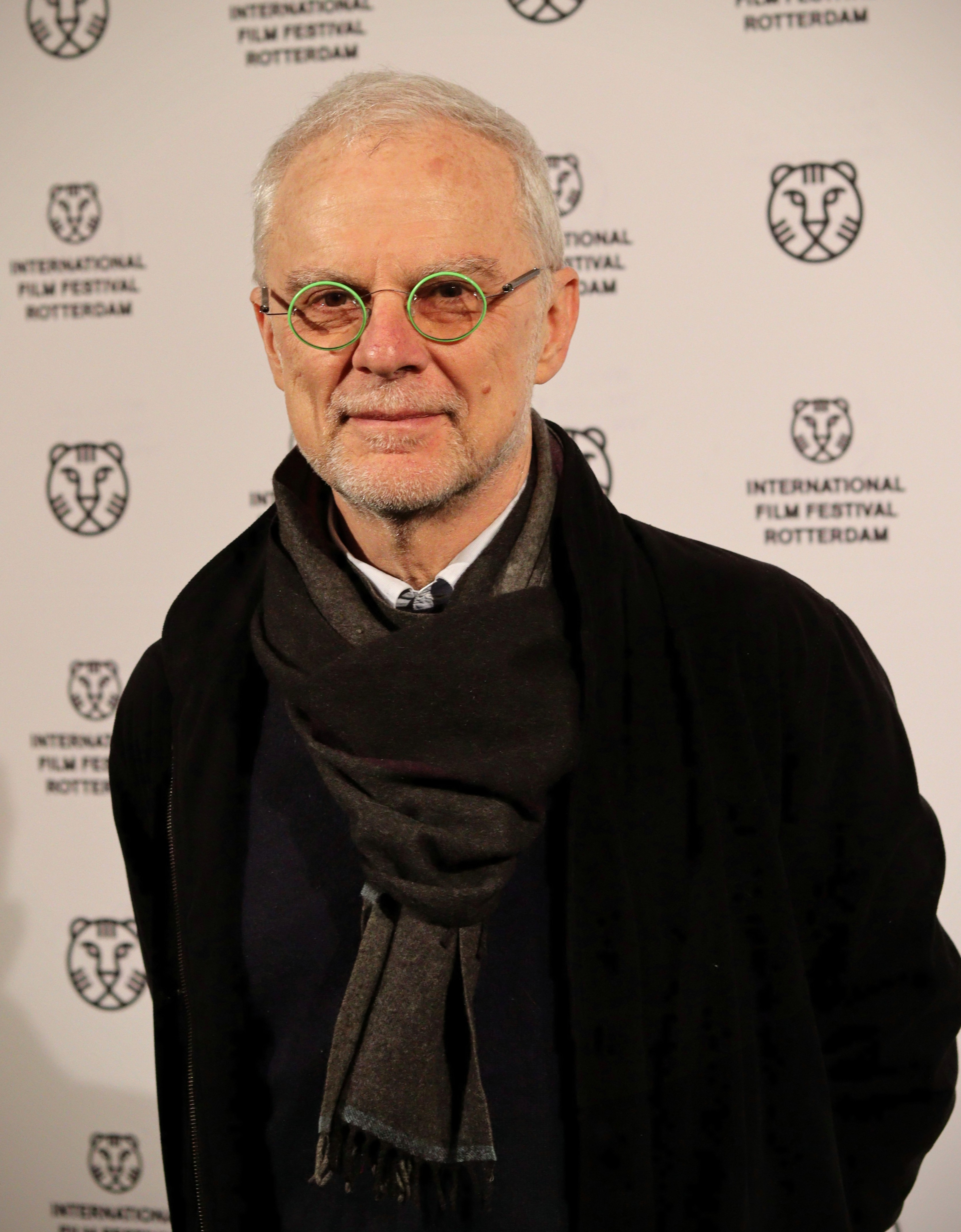

다니엘레 루케티(이탈리아어: Daniele Luchetti, 1960년 7월 25일 ~ )는 이탈리아의 영화 감독, 배우이다.
로마에서 태어났다.

## 영화
- 오디너리 해피니스 (2019년)
- 아이 엠 템페스타 (2018년)
- 콜 미 프란치스코 (2015년)
- 도즈 해피 이어스 (2013년)
- 스쿨 이즈 오버 (2010년)
- 우리의 인생 (2010년)
- 왓 두 유 노우 어바웃 미 (2009년)
- 형은 외아들 (2007년)
- 진저 앤 시나몬 (2003년)
- 리틀 티처스 (1998년)
- 주크 박스 (1985년)